# Попов, Евдоким Дмитриевич
Евдоким Дмитриевич Попов (1866, Куликово, Тамбовская губерния — неизвестно) — крестьянин, депутат Государственной думы I созыва от Тамбовской губернии.

## Биография
Крестьянин села Куликово Усманского уезда Тамбовской губернии. Учился в начальной народной школе. Служил частным учителем и управляющим имением. Состоял поверенным своего сельского общества. Занимался земледелием. Во время выборов в Думы оставался внепартийным.
28 марта 1906 избран в Государственную думу I созыва от общего состава выборщиков Тамбовского губернского избирательного собрания. В Думе оставался беспартийным, занимая позицию левее конституционных-демократов. Однако трудовики в своём издании «Работы Первой Государственной Думы» политическую позицию Е. Д. Попова характеризуют как «Б. пр.». Это означает, что беспартийный Е. Д. Попов поселился на казённой квартире Ерогина, нанятой на государственные деньги для малоимущих депутатов специально для их обработки в проправительственном духе, и оставался там до конца работы Думы.
Е. Д. Попов поставил свою подпись под законопроектом «О гражданском равенстве». Участвовал в прениях по аграрному вопросу и по докладу 4-го отдела об отмене выборов по Тамбовской губернии. 14 июня 1906 результаты выборов 11 депутатов от Тамбовской губернии, в том числе и Е. Д. Попова, отменены на основании доклада 4-го отдела Государственной Думы.
После сложения полномочий вернулся в Куликово, продолжал заниматься сельским хозяйством. Дальнейшая судьба и дата смерти неизвестны.

### Рекомендуемые источники
- Буланова Л. В., Токарев Н. В. Представители тамбовского крестьянства — депутаты Государственной думы I—IV созывов // Общественно-политическая жизнь Российской провинции XX века. — Тамбов, 1991. — Вып. 2.
- Земцев Л. И. Крестьяне Центрального Черноземья в Государственной думе I созыва // Крестьяне и власть. — Тамбов, 1995;
- Попов Евдоким Дмитриевич // Гордость земли Усманской: крат. справ. биогр. знат. людей, прославивших отчий край. — Усмань, 2005. — Кн. 2. — С. 110.
- Елисеев В. Попов Евдоким Дмитриевич // Липецкая энциклопедия. — Липецк, 2001. — Т. 3. — С. 91.
- Канищев В. В. Попов Евдоким Дмитриевич // Тамбовская энциклопедия. — Тамбов, 2004. — С. 460.

### Архивы
- Российский государственный исторический архив. Фонд 1278. Опись 1 (1-й созыв). Дело 51. Лист 55; Фонд 1327. Опись 1. 1905 год. Дело 141. Лист 40 оборот.